# Cryptolepas
Cryptolepas és un gènere de crustacis cirrípedes ectoparàsits de la balena grisa i algunes altres espècies de balena com la balena geperuda.
Cryptolepas rhachianecti, de 5 a 6 cm de llargada, habita incrustat a la pell de la balena, generalment al cap i sota les aletes

## Galeria

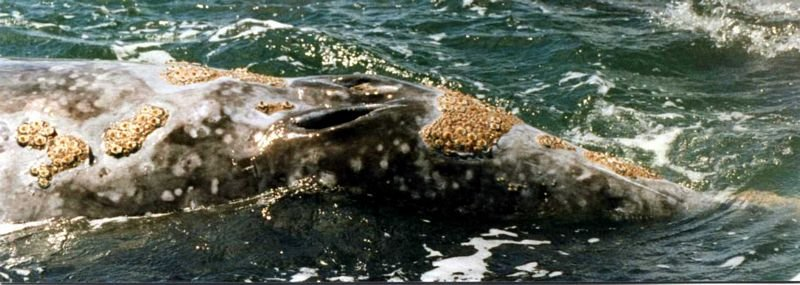

## Taxonomia
- Cryptolepas rhachianecti
- Cryptolepas murata